# دليل هسبريان الصحي
دليل هسبريان الصحي أو أدلة هسبريان الصحية (بالإنجليزية: Hesperian Health Guides)‏ والمَعروفة سابقاً باسم مؤسسة هسبريان، هيَ مُنظمة غير حكومية غير ربحية تَعمل على نَشر أدلة صحية للأشخاص المُدربين وغير المُدربين بهدف رعاية أنفسهم وَرعاية الآخرين. يَقع مقر المؤسسة في بيركيلي في كاليفورنيا. يُعتبر منشور حيث لا يوجد طبيب من المنشورات الأكثر مبيعاً للمؤسسة، والذي نُشرَ لأول مرة في عام 1973 ويتم تحديث كل عدة سنوات. تمت ترجمة الكتاب إلي أكثر من 80 لُغة وتعتبره منظمة الصحة العالمية الدليل الصحي العام الأكثر استخداماً في نطاق واسع من العالم.

## المنشورات
العديد من المَنشورات تتوافر باللغة الإنجليزية، وعدد كبير أيضاً باللغة الإسبانية، وهُناك مجموعات أُخرى باللغة الفرنسية وَاللغة الفيتنامية وَاللغة الصينية، كما أنَّ المنشورات تتوافر بأكثر من 100 لُغة، والتي تتضمن:
| - الألبانية - الأمهرية - العربية - الأيمرية - الأذرية - البنغالية - البيكولية - البورمية - السيبوانية - الشيشيوا - التومبوكية - المولدة - الكرواتية - الدرية - الفارسية - الفيجية - الفولانية - الجورجية - الألمانية - الكجراتية - الهوسية - الهليغاينون - الهندية - إيبانية - إيبتان - الإيجبو - الإيلوكانو - الإيلونغو - الإندونيسية - الإيطالية - اليابانية - جينغباو - الكنادية - القرقلباغية - الكارين - القازاقية - الخميرية - الكينيارواندا - الكيروندية - السواحلية - الكورية - كوانغالي - القيرغيزية - اللاو - اللوغاندا - لوه - المقدونية - الملغاشية | - الماليالامية - الماليزية - ماراناو - المراثية - المارشالية - ميسكيتو - المنغولية - المورتلوكية - النجا - ناواتل - النيبالية - الأوريا - أوشيوامبو - البشتوية - الفارسية - البرتغالية - بولاس - كتشوا - الروسية - سوثو شمالية - الصربية - سغاوكارن - شان - جيفاروان - السندية - السنهالية - الصومالية - السوتية - السواحلية - التاغالوغية - التاميلية - التيلوغوية - التيتومية - التايلندية - التبتية - التغرينية - التسونجا - التسوانية - التركية - تزوتزيل - أوخرال - أردية - أوزبكية - فيندية - ولوفية - الكوسية - اليوربا - الزولوية |

## روابط خارجية
- الموقع الرسمي